# Untersiemau
Untersiemau là một xã nằm ở huyện Coburg, thuộc bang Bayern của Đức.